# فانتوم (مجموعه تلویزیونی)
فانتوم (انگلیسی: Phantom؛ کره‌ای: 유령) یک مجموعه تلویزیونی محصول کره جنوبی در سال ۲۰۱۲ با بازی سو جی سوب، لی یون هی، اوم کی جون، کواک دو وون و سونگ ها یون است. فانتوم از ۳۰ مه تا ۹ اوت ۲۰۱۲، روزهای چهارشنبه و پنجشنبه ساعت ۲۱:۵۵ (کی‌اس‌تی) از اس‌بی‌اس برای ۲۰ قسمت پخش شد.